# Parlamentní volby na Slovensku 2023
Parlamentní volby na Slovensku 2023 se konaly v sobotu 30. září 2023. Jednalo se o devátou volbu poslanců do Národní rady Slovenské republiky a zároveň čtvrté předčasné volby na Slovensku. Řádné volby se měly původně konat během února nebo března roku 2024, usnesení Národní rady z 31. ledna 2023 však volby přesunulo na dřívější termín.
Ve volbách zvítězil SMER-SD bývalého premiéra Roberta Fica, následovaný hnutím Progresívne Slovensko a stranou HLAS-SD bývalého premiéra Petera Pellegriniho.

## Výsledky

Výsledky podle okresů

|                        | SMER-SD      | PS             | HLAS-SD          | OĽaNO, KÚ a ZA ĽUDÍ | KDH            | SaS           | SNS          |
| ---------------------- | ------------ | -------------- | ---------------- | ------------------- | -------------- | ------------- | ------------ |
| Volební lídr           | Robert Fico  | Michal Šimečka | Peter Pellegrini | Igor Matovič        | Milan Majerský | Richard Sulík | Andrej Danko |
| Počet hlasů            | 681 017      | 533 136        | 436 415          | 264 137             | 202 515        | 187 645       | 166 995      |
| Podíl                  | 22,94 % ▲    | 17,96 % ▲      | 14,70 % ▬        | 8,89 % ▼            | 6,82 % ▲       | 6,32 % ▲      | 5,62 % ▲     |
| Počet mandátů          | 42           | 32             | 27               | 16                  | 12             | 11            | 10           |
| Předchozí volby (2020) | 18,29 % (38) | 6,96 % (0)     | nová strana      | 25,02 % (53)        | 4,65 % (0)     | 6,22 % (13)   | 3,16 % (0)   |

### Celkové výsledky
|                                                                |                                                                         |           |       |                 |         |                 |
| Strana                                                         | Strana                                                                  | Hlasy     | Hlasy | Hlasy           | Mandáty | Mandáty         |
| Strana                                                         | Strana                                                                  | Počet     | %     | ±%              | Počet   | ±               |
|                                                                | SMER – sociálna demokracia                                              | 681 017   | 22,94 | +4,65           | 42      | +4              |
|                                                                | Progresívne Slovensko                                                   | 533 136   | 17,96 | +10,97          | 32      | +32             |
|                                                                | HLAS – sociálna demokracia                                              | 436 415   | 14,70 | nová            | 27      | nová            |
|                                                                | Koalice OBYČAJNÍ ĽUDIA a nezávislé osobnosti, Kresťanská únia a ZA ĽUDÍ | 264 137   | 8,89  | –21,91          | 16      | –49             |
|                                                                | Kresťanskodemokratické hnutie                                           | 202 515   | 6,82  | +2,17           | 12      | +12             |
|                                                                | Sloboda a Solidarita                                                    | 187 645   | 6,32  | +0,10           | 11      | –2              |
|                                                                | Slovenská národná strana                                                | 166 995   | 5,62  | +2,46           | 10      | +10             |
|                                                                | Republika                                                               | 141 099   | 4,75  | +4,69           | 0       | 0               |
|                                                                | SZÖVETSÉG–ALIANCIA                                                      | 130 183   | 4,38  | +0,45           | 0       | 0               |
|                                                                | Demokrati                                                               | 87 006    | 2,93  | –4,03           | 0       | 0               |
|                                                                | Sme rodina                                                              | 65 673    | 2,21  | –6,03           | 0       | –17             |
|                                                                | Kotlebovci – Ľudová strana Naše Slovensko                               | 25 003    | 0,84  | –7,13           | 0       | –17             |
|                                                                | Komunistická strana Slovenska                                           | 9 867     | 0,33  | nezúčastnila se | 0       | nezúčastnila se |
|                                                                | Pirátska strana – Slovensko                                             | 9 358     | 0,31  | nezúčastnila se | 0       | nezúčastnila se |
|                                                                | Modrí, Most-Híd                                                         | 7 935     | 0,26  | nová            | 0       | nová            |
|                                                                | Maďarské fórum                                                          | 3 486     | 0,11  | nová            | 0       | nová            |
|                                                                | MySlovensko                                                             | 2 786     | 0,09  | nová            | 0       | nová            |
|                                                                | KARMA                                                                   | 2 407     | 0,08  | nová            | 0       | nová            |
|                                                                | SPOLOČNE OBČANIA SLOVENSKA                                              | 2 401     | 0,08  | nezúčastnila se | 0       | nezúčastnila se |
|                                                                | SRDCE vlastenci a dôchodcovia – SLOVENSKÁ NÁRODNÁ JEDNOTA               | 2 315     | 0,07  | nová            | 0       | nová            |
|                                                                | PRINCÍP                                                                 | 1 817     | 0,06  | nová            | 0       | nová            |
|                                                                | SPRAVODLIVOSŤ                                                           | 1 335     | 0,04  | +0,01           | 0       | 0               |
|                                                                | Slovenské Hnutie Obrody                                                 | 1 332     | 0,04  | –0,03           | 0       | 0               |
|                                                                | Vlastenecký blok                                                        | 1 262     | 0,04  | nová            | 0       | nová            |
|                                                                | Slovenská demokratická a kresťanská únia – Demokratická strana          | 771       | 0,02  | nezúčastnila se | 0       | nezúčastnila se |
| Neplatné hlasy                                                 | Neplatné hlasy                                                          | 39 227    | 1,30  |                 | –       | –               |
| Celkem                                                         | Celkem                                                                  | 3 007 123 | 100   | –               | 150     | 0               |
| Voliči v seznamech/účast                                       | Voliči v seznamech/účast                                                | 4 388 872 | 68,51 |                 | –       | –               |
| Zdroj: Volbysr.sk Archivováno 14. 10. 2023 na Wayback Machine. |                                                                         |           |       |                 |         |                 |

### Výsledky v krajích
| Kraj            | SMER-SD      | PS    | HLAS-SD | OĽaNO, KÚ, ZA ĽUDÍ | KDH   | SaS   | SNS   | Republika | SZÖVETSÉG–ALIANCIA | Demokrati | Sme rodina | ĽSNS | KSS  | Ostatní |      |      |
| --------------- | ------------ | ----- | ------- | ------------------ | ----- | ----- | ----- | --------- | ------------------ | --------- | ---------- | ---- | ---- | ------- | ---- | ---- |
| Kraj            | Bratislavský | 18.54 | 31.00   | 10.36              | 6.17  | 4.90  | 12.50 | 4.31      | 3.14               | 0.91      | 4.43       | 1.78 | 0.57 | Ostatní | 0.20 | 1.08 |
| Trnavský        | 22.01        | 17.07 | 12.11   | 9.40               | 4.56  | 5.36  | 4.43  | 4.38      | 12.69              | 2.92      | 2.19       | 0.81 | 0.40 | 1.56    |      |      |
| Trenčínský      | 29.47        | 16.63 | 16.40   | 5.93               | 5.44  | 5.63  | 7.28  | 5.45      | 0.03               | 2.84      | 2.22       | 1.06 | 0.46 | 1.03    |      |      |
| Nitranský       | 25.31        | 14.42 | 14.40   | 7.47               | 4.06  | 4.80  | 4.51  | 4.46      | 13.91              | 2.19      | 2.01       | 0.80 | 0.26 | 1.24    |      |      |
| Žilinský        | 25.79        | 15.51 | 16.04   | 6.90               | 9.38  | 5.56  | 8.11  | 5.61      | 0.02               | 2.80      | 2.02       | 0.96 | 0.34 | 0.89    |      |      |
| Banskobystrický | 22.89        | 14.96 | 19.76   | 7.41               | 4.29  | 5.14  | 6.53  | 5.18      | 5.17               | 2.40      | 2.73       | 1.33 | 0.43 | 1.67    |      |      |
| Prešovský       | 22.04        | 10.83 | 16.16   | 14.78              | 14.07 | 4.10  | 5.73  | 5.22      | 0.07               | 2.65      | 2.36       | 0.63 | 0.31 | 0.98    |      |      |
| Košický         | 21.10        | 14.68 | 15.08   | 13.46              | 6.80  | 5.74  | 4.38  | 4.97      | 5.44               | 2.98      | 2.75       | 0.76 | 0.33 | 1.41    |      |      |
| Zahraničí       | 6.10         | 61.70 | 2.46    | 3.81               | 3.31  | 10.80 | 3.79  | 3.20      | 0.47               | 2.50      | 0.55       | 0.38 | 0.04 | 0.76    |      |      |
|                 |              |       |         |                    |       |       |       |           |                    |           |            |      |      |         |      |      |
| Celkem          | 22.94        | 17.96 | 14.70   | 8.89               | 6.82  | 6.32  | 5.62  | 4.75      | 4.38               | 2.93      | 2.21       | 0.84 | 0.33 | 1.16    |      |      |

## Pozadí voleb

### Předchozí parlamentní volby 2020
Předešlé volby do Národní rady se konaly 29. února 2020 a jednalo se v pořadí o osmé volby v historii samostatnosti země. Kandidovalo v nich celkem 24 politických stran a hnutí s volební účastí 65,80 %.
Dle výsledků voleb zvítězilo hnutí OĽaNO 25,02 % hlasů, následovala strana SMER – SD s 18,29 % a hnutí Sme rodina s 8,24 % hlasů. Hranici 5 % překročily ještě strany ĽSNS (7,97 %), SaS (6,22 %) a ZA ĽUDÍ (5,77 %). Koalice stran PS a SPOLU (6,96 %) se však do parlamentu nedostala, neboť jako koalice potřebovala získat více než 7 % hlasů.
Předseda vítězné strany Igor Matovič získal 30. dubna 2020 důvěru parlamentu a s koalicí ze stran OĽaNO, Sme rodina, SaS a ZA ĽUDÍ vládl do 1. dubna 2021, kdy následkem politické krize ohledně nákupu vakcín Sputnik V podal Igor Matovič demisi. Vládou byl téhož dne pověřen prezidentkou Zuzanou Čaputovou tehdejší ministr financí Eduard Heger.

### Politická situace v zemi
Dlouhotrvající spory mezi Igorem Matovičem a koaliční stranou Sloboda a Solidarita vyvrcholily až do bodu, že vládě Eduarda Hegera byla 15. prosince 2022 v parlamentu vyslovená nedůvěra, kdy 78 ze 102 přítomných poslanců hlasovalo pro vyslovení nedůvěry vládě.
Následně prezidentka Zuzana Čaputová vyhlásila, že jako východisko z politické krize požaduje konaní předčasných parlamentních voleb během první poloviny roku 2023. Prezidentka zároveň stanovila termín do 31. ledna 2023, do kterého má být změněna Ústava, aby umožňovala zkrácení volebního období parlamentu a bylo možné vyhlásit předčasné parlamentní volby, stejně jako stanovit konkrétní termín voleb. V opačném případě by začátkem února 2023 jmenovala novou úřednickou vládu.
Předseda parlamentu Boris Kollár se vyjádřil, že pro vyslovení nedůvěry vládě musí následovat předčasné volby a jednání o nové vládní většině, která by měla vládnout do předčasných voleb, podmínil právě nalezením dohody na termínu konaní předčasných voleb. Stejně tak by uskutečnění voleb preferoval v první polovině roku 2023.
Předseda vlády Eduard Heger se v první polovině ledna 2023 pokoušel najít dostatek podpisů poslanců pod novou vládní většinu, avšak chyběly mu podpisy koaličních poslanců stran Sme rodina a SaS. Po prohlášení Richarda Sulíka, že strana SaS nepodpoří novou vládní většinu a že podporují konaní předčasných parlamentních voleb, avizoval premiér schůzi bývalých koaličních partnerů, na které se měl dohodnout přesný den konaní předčasných voleb. Po několika dnech jednání se strany bývalé koalice OĽaNO, Sme rodina, SaS a ZA ĽUDÍ shodli na termínu předčasných voleb na sobotu 30. září 2023.

### Usnesení o předčasných volbách
Dne 31. ledna 2023 přijali poslanci Národní rady Slovenské republiky usnesení parlamentu o zkrácení volebního období, ze 148 přítomných poslanců návrh podpořilo 92, proti hlasovalo 48 a dva se zdrželi hlasování. Na přijetí usnesení byla potřebná ústavní většina minimálně 90 poslanců Národní rady. Konaní předčasných parlamentních voleb v dřívějším termínu ve dne 27. května nebo 24. června 2023 nenašlo dostatečnou podporu poslanců. Dne 9. června 2023 termín oficiálně vyhlásil předseda parlamentu Boris Kollár.

## Kandidující strany a hnutí
Jednotlivé strany, hnutí a koalice měly čas na podání kandidátních listiny do neděle 2.7. 2023, ministerstvo vnitra SR zaevidovalo kandidátní listiny 24 stran a jedné koalice (v závorce uvedeny počty kandidátů na jednotlivých listinách). Pro strany platila uzavírací klauzule 5 %, pro tříčlennou koalici pak 7 %.
| Volební číslo | Logo | Politický subjekt                                                                     | Foto              | Předseda          | Počet kandidátů |
| ------------- | ---- | ------------------------------------------------------------------------------------- | ----------------- | ----------------- | --------------- |
| 1.            |      | Pirátska strana – Slovensko                                                           |                   | Zuzana Šubová     | 60              |
| 2.            |      | PRINCÍP                                                                               | není              | není              | 73              |
| 3.            |      | Progresívne Slovensko                                                                 |                   | Michal Šimečka    | 150             |
| 4.            |      | SPOLOČNE OBČANIA SLOVENSKA                                                            |                   | Tibor Hanuliak    | 150             |

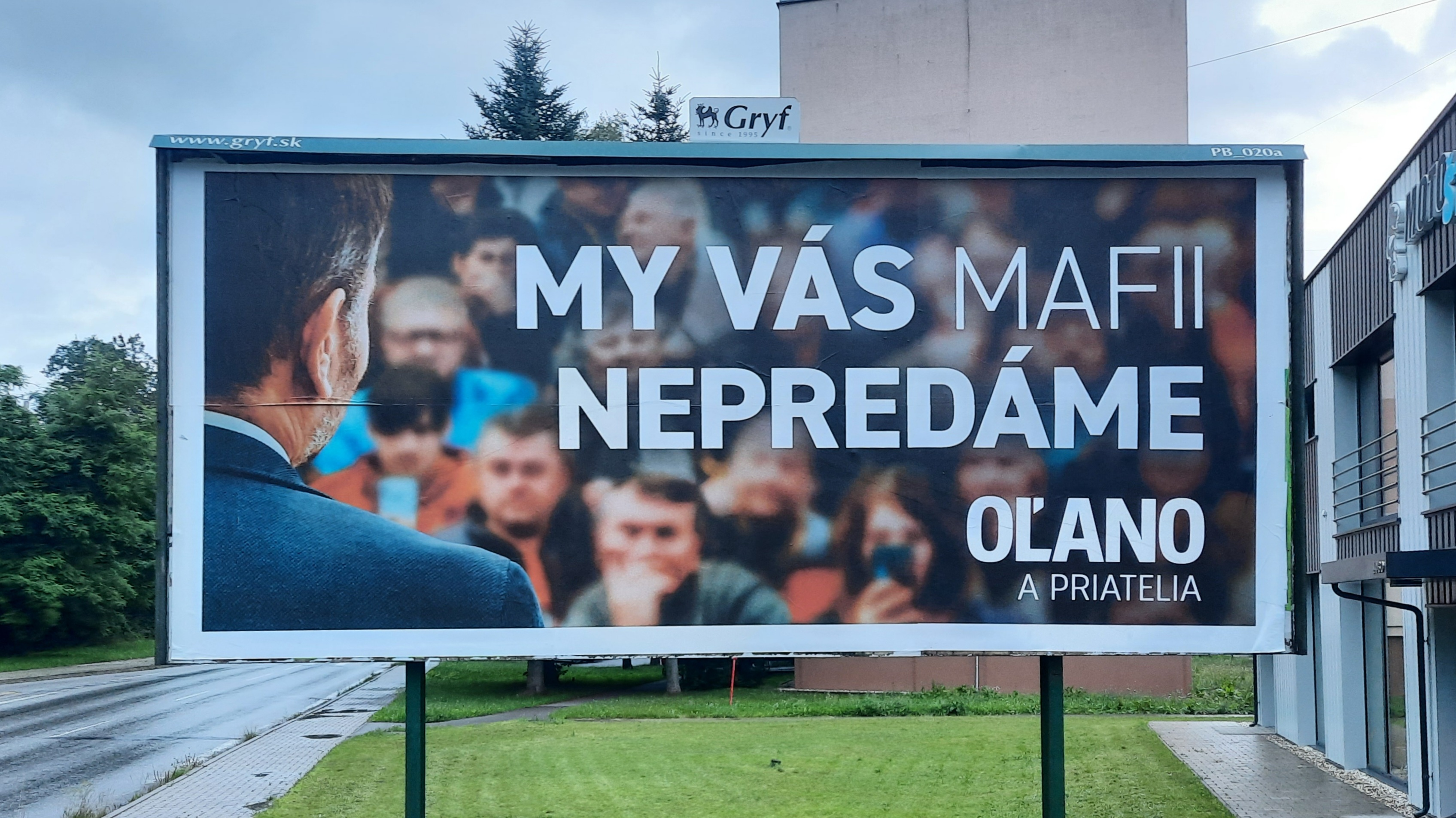
Billboard hnutí OĽaNO

| 5.            |      | Koalice OĽaNO, Kresťanská únia a ZA ĽUDÍ                                              |                   | Igor Matovič      | 150             |
| 5.            |      | Koalice OĽaNO, Kresťanská únia a ZA ĽUDÍ                                              | Anna Záborská     |                   | 150             |
| 5.            |      | Koalice OĽaNO, Kresťanská únia a ZA ĽUDÍ                                              | Veronika Remišová |                   | 150             |
| 6.            |      | Komunistická strana Slovenska                                                         |                   | Jozef Hrdlička    | 81              |
| 7.            |      | Maďarské fórum                                                                        |                   | Zsolt Simon       | 125             |
| 8.            |      | Vlastenecký blok                                                                      |                   | Ivan Stanovič     | 41              |
| 9.            |      | Modrí, Most-Híd                                                                       |                   | Mikuláš Dzurinda  | 149             |
| 10.           |      | SPRAVODLIVOSŤ                                                                         |                   | Miroslava Šuttová | 27              |
| 11.           |      | Slovenské Hnutie Obrody                                                               |                   | Róbert Švec       | 49              |
| 12.           |      | Sloboda a Solidarita                                                                  |                   | Richard Sulík     | 150             |
| 13.           |      | Sme rodina                                                                            |                   | Boris Kollár      | 150             |
| 14.           |      | MySlovensko                                                                           |                   | Štefan Panenka    | 49              |
| 15.           |      | Slovenská národná strana                                                              |                   | Andrej Danko      | 150             |
| 16.           |      | SMER – sociálna demokracia                                                            |                   | Robert Fico       | 150             |
| 17.           |      | HLAS – sociálna demokracia                                                            |                   | Peter Pellegrini  | 150             |
| 18.           |      | SZÖVETSÉG - Magyarok. Nemzetiségek. Regiók. \| ALIANCIA - Maďari. Národnosti. Regióny |                   | Krisztián Forró   | 150             |
| 19.           |      | SRDCE vlastenci a dôchodcovia – SLOVENSKÁ NÁRODNÁ JEDNOTA                             |                   | Vladimír Zeman    | 100             |
| 20.           |      | Slovenská demokratická a kresťanská únia – Demokratická strana                        | není              | není              | 11              |
| 21.           |      | Kotlebovci – Ľudová strana Naše Slovensko                                             |                   | Marian Kotleba    | 150             |
| 22.           |      | Demokrati                                                                             |                   | Eduard Heger      | 150             |
| 23.           |      | Kresťanskodemokratické hnutie                                                         |                   | Milan Majerský    | 150             |
| 24.           |      | KARMA                                                                                 | není              | není              | 17              |
| 25.           |      | Republika                                                                             |                   | Milan Uhrík       | 150             |

## Předvolební průzkumy
| Datum                    | Agentura | PS     | SMER-SD | HLAS-SD | OĽaNO | ZA ĽUDÍ | KÚ    | Republika | SaS   | KDH   | SNS   | Sme rodina | Demokrati | SZÖVETSÉG–ALIANCIA |
| ------------------------ | -------- | ------ | ------- | ------- | ----- | ------- | ----- | --------- | ----- | ----- | ----- | ---------- | --------- | ------------------ |
| 25. – 26. září 2023      | Median   | 19,3 % | 19,8 %  | 11,9 %  | 6,2 % | 6,2 %   | 6,2 % | 8,0 %     | 7,4 % | 7,7 % | 4,8 % | 4,1 %      | 3,8 %     | 2,5 %              |
| 22. – 26. září 2023      | Focus    | 16,6 % | 18,0 %  | 13,7 %  | 8,2 % | 8,2 %   | 8,2 % | 7,7 %     | 5,8 % | 6,5 % | 6,4 % | 4,1 %      | 4,0 %     | 3,5 %              |
| 20. – 26. září 2023      | AKO      | 18,0 % | 17,7 %  | 15,0 %  | 9,4 % | 9,4 %   | 9,4 % | 5,4 %     | 7,3 % | 6,1 % | 6,0 % | 5,1 %      | 4,3 %     | 2,8 %              |
| 22. – 25. září 2023      | Ipsos    | 19,8 % | 20,6 %  | 11,9 %  | 8,2 % | 8,2 %   | 8,2 % | 7,6 %     | 7,0 % | 5,9 % | 5,7 % | 4,0 %      | 3,3 %     | 3,4 %              |
| 17. – 25. září 2023      | SANEP    | 16,1 % | 22,6 %  | 15,3 %  | 6,5 % | 6,5 %   | 6,5 % | 7,4 %     | 5,4 % | 5,1 % | 6,0 % | 5,5 %      | 3,4 %     | 3,3 %              |
| 21. – 24. září 2023      | NMS      | 19,7 % | 19,4 %  | 10,5 %  | 9,5 % | 9,5 %   | 9,5 % | 8,5 %     | 5,7 % | 5,4 % | 5,4 % | 5,2 %      | 2,3 %     | 3,1 %              |
| 15. – 19. září 2023      | Ipsos    | 17,2 % | 20,3 %  | 13,1 %  | 8,2 % | 8,2 %   | 8,2 % | 8,6 %     | 6,1 % | 5,3 % | 5,6 % | 4,2 %      | 3,4 %     | 4 %                |
| 6. – 13. září 2023       | Focus    | 16,5 % | 18,9 %  | 14,6 %  | 6,3 % | 6,3 %   | 6,3 % | 8 %       | 5,1 % | 6,2 % | 6,4 % | 4,9 %      | 3,7 %     | 3,6 %              |
| 5. – 11. září 2023       | AKO      | 18,2 % | 19,4 %  | 15,1 %  | 7,0 % | 7,0 %   | 7,0 % | 5,2 %     | 7,4 % | 6,0 % | 6,0 % | 5,3 %      | 3,5 %     | 2,9 %              |
| 5. – 10. září 2023       | NMS      | 18,1 % | 22,0 %  | 11,4 %  | 6,1 % | 6,1 %   | 6,1 % | 8,3 %     | 4,2 % | 4,7 % | 7,3 % | 5,8 %      | 3,8 %     | 3,2 %              |
| 27. srpen – 2. září 2023 | SANEP    | 15,6 % | 21,4 %  | 15,0 %  | 6,5 % | 6,5 %   | 6,5 % | 8,4 %     | 6,1 % | 6,0 % | 5,5 % | 5,9 %      | 3,0 %     | 2,7 %              |
| 25. – 31. srpen 2023     | Median   | 17,8 % | 17,8 %  | 9,4 %   | 7,1 % | 7,1 %   | 7,1 % | 10,2 %    | 6,7 % | 7,3 % | 5,5 % | 8,2 %      | 3,6 %     | —                  |
| 9. – 16. srpen 2023      | Focus    | 15,0 % | 20,0 %  | 14,2 %  | 6,4 % | 6,4 %   | 6,4 % | 8,8 %     | 6,1 % | 6,1 % | 5,3 % | 5,1 %      | 3,1 %     | 3,4 %              |
| 7. – 14. srpen 2023      | AKO      | 17,8 % | 19,2%   | 15,0 %  | 7,2 % | 7,2 %   | 7,2 % | 6,3 %     | 6,6 % | 6,2 % | 5,9 % | 5,7 %      | 2,9 %     | 2,5 %              |
| 1. – 7. srpen 2023       | NMS      | 17,0 % | 23,3 %  | 11,5 %  | 6,3 % | 6,3 %   | 6,3 % | 7,5 %     | 4,5 % | 5,0 % | 6,0 % | 5,6 %      | 2,6 %     | 3,0 %              |
| 24. – 27. červenec 2023  | AKO      | 16,4 % | 19,9 %  | 15,2 %  | 6,7 % | 6,7 %   | 6,7 % | 6,7 %     | 6,6 % | 6,0 % | 5,8 % | 6,1 %      | 2,2 %     | 2,2 %              |
| 21. – 26. červenec 2023  | Focus    | 14,3 % | 18,1 %  | 16,0 %  | 6,2 % | 6,2 %   | 6,2 % | 8,7 %     | 5,2 % | 5,6 % | 5,1 % | 5,6 %      | 3,8 %     | 4,0 %              |
| 19. – 21. červenec 2023  | Median   | 19,1 % | 20,1 %  | 11,1 %  | 5,5 % | 5,5 %   | 5,5 % | 10,0 %    | 6,1 % | 6,5 % | 4,1 % | 6,1 %      | 4,2 %     | —                  |
| 10. – 17. červenec 2023  | AKO      | 15,4 % | 18,1 %  | 16,5 %  | 7,2 % | 7,2 %   | 7,2 % | 6,8 %     | 7,6 % | 5,9 % | 5,1 % | 6,2 %      | 2,2 %     | 1,7 %              |
| 4. – 9. červenec 2023    | NMS      | 15,6 % | 20,6 %  | 11,4 %  | 6,9 % | 6,9 %   | 6,9 % | 10,4 %    | 4,7 % | 5,7 % | 4,6 % | 5,3 %      | 2,8 %     | 3,4 %              |
| 21. – 28. červen 2023    | Focus    | 13,5 % | 19,0 %  | 16,3 %  | 6,0 % | 0,7 %   | —     | 9,0 %     | 5,0 % | 6,0 % | 5,5 % | 6,1 %      | 3,6 %     | 3,9 %              |
| 12. – 16. červen 2023    | Ipsos    | 15,5 % | 18,9 %  | 14,8 %  | 6,4 % | 0,8 %   | —     | 8,3 %     | 7,2 % | 5,6 % | 4,3 % | 7,2 %      | 4,0 %     | 3,1 %              |
| 6. – 9. červen 2023      | AKO      | 14,4 % | 19,0 %  | 17,2 %  | 7,1 % | 0,6 %   | —     | 7,0 %     | 7,8 % | 6,5 % | 4,7 % | 6,2 %      | 2,8 %     | 1,3 %              |
| 4. května 2023           | AKO      | 14,3 % | 18,0 %  | 16,5 %  | 7,4 % | 1,9 %   | —     | 6,9 %     | 8,3 % | 6,6 % | 4,4 % | 5,6 %      | 3,4 %     | 1,1 %              |
| 12. března 2023          | AKO      | 15,1 % | 17,6 %  | 16,1 %  | 5 %   | 1,6 %   | —     | 6,8 %     | 8,1 % | 6,7 % | 4,2 % | 6,8 %      | 4,9 %     | 1,9 %              |
| 19. ledna 2023           | AKO      | 13,2 % | 15,9 %  | 17,6 %  | 8,7 % | 2,9 %   | —     | 7,3 %     | 9,1 % | 6,2 % | 4,1 % | 6,8 %      | 0,1 %     | 2,1 %              |
| 16. prosince 2022        | AKO      | 11,8 % | 16,1 %  | 20,2 %  | 8,0 % | 1,7 %   | —     | 6,6 %     | 9,9 % | 5,5 % | 4,0 % | 7,7 %      | 0,2 %     | 3,1 %              |
| 11. prosince 2022        | Focus    | 10,3 % | 15,8 %  | 19,9 %  | 7,0 % | 2,7 %   | —     | 7,9 %     | 7,7 % | 6,0%  | 3,7 % | 7,3 %      | 0,7 %     | 5,1 %              |
| 13. listopadu 2022       | Focus    | 10,2 % | 15,6 %  | 19,4 %  | 7,0 % | 2,0 %   | —     | 7,2 %     | 8,1 % | 6,9 % | 3,8 % | 6,6 %      | 0,7 %     | 5,6 %              |
| 30. září 2022            | Focus    | 9,6 %  | 15,3 %  | 20,3 %  | 7,2 % | 2,4 %   | —     | 7,8 %     | 8,2 % | 6,2 % | 3,9 % | 7,0 %      | 0,7 %     | 4,6 %              |

### Exit Polls
| Médium     | PS     | SMER-SD | HLAS-SD | OĽaNO | SaS   | Republika | KDH   | SNS   | SZÖVETSÉG–ALIANCIA | Demokrati | Sme rodina | Ostatní |
| ---------- | ------ | ------- | ------- | ----- | ----- | --------- | ----- | ----- | ------------------ | --------- | ---------- | ------- |
| TV Markíza | 23,5 % | 21,9 %  | 12,2 %  | 8 %   | 6,4 % | 6 %       | 5,3 % | 4,4 % | 4,3 %              | 3 %       | 2,3 %      | 2,7 %   |
| RTVS       | 20 %   | 19,1 %  | 11,2 %  | 9,5 % | 6,4 % | 6,1 %     | 6,4 % | 5,4 % | 4,2 %              | 3,4 %     | 3,3 %      | 5 %     |